# Bataille de Bapaume
Guerre franco-allemande de 1870
Batailles
- Chronologie de la guerre franco-prussienne de 1870
- Sarrebruck (08-1870)
- Wissembourg (08-1870)
- Forbach-Spicheren (08-1870)
- Wœrth (08-1870)
- Bitche (08-1870)
- Phalsbourg (08-1870)
- Borny-Colombey (08-1870)
- Strasbourg (08-1870)
- Mars-la-Tour (08-1870)
- Toul (08-1870)
- Gravelotte (08-1870)
- Metz (08-1870)
- Nouart (08-1870)
- Beaumont (08-1870)
- Noisseville (08-1870)
- Sedan (08-1870)
- Montmédy (09-1870)
- Soissons (09-1870)
- Siège de Paris et chronologie du siège (09-1870)
- Nompatelize (10-1870)
- Bellevue (10-1870)
- Châtillon (10-1870
- Châteaudun (10-1870)
- Buzenval (10-1870)
- Bourget (10-1870)
- Dijon (10-1870)
- Belfort (11-1870)
- La Fère (11-1870)
- Langres (11-1870)
- Bouvet et Meteor (navale) (11-1870)
- Coulmiers (11-1870)
- Thionville (11-1870)
- Châtillon-sur-Seine (11-1870)
- Villers-Bretonneux (11-1870)
- Beaune-la-Rolande (11-1870)
- Champigny (11-1870)
- Orléans (12-1870)
- Loigny (12-1870)
- Châteauneuf (12-1870)
- Beaugency (12-1870)
- Longeau (12-1870)
- l’Hallue (12-1870)
- Siège de Péronne (1871)
- Bapaume (01-1871)
- Villersexel (01-1871)
- Le Mans (01-1871)
- Héricourt (01-1871)
- Saint-Quentin (01-1871)
- Buzenval (01-1871)

La bataille de Bapaume eut lieu le 3 janvier 1871, durant la guerre franco-allemande lorsque les Français tentèrent de mettre fin au siège de Péronne. Elle se déroula près de Bapaume dans le Pas-de-Calais et se termina par un demi succès de l'Armée du Nord.

## Contexte historique
Depuis le 19 juillet 1870, date du début de la guerre, l'armée française subissait une série de défaites qui aboutirent à la capitulation de l'empereur Napoléon III à Sedan, le 2 septembre 1870. La république fut proclamée le 4 septembre et le Gouvernement de la Défense nationale décida de continuer la guerre pensant parvenir à rétablir la situation. Le 19 septembre, le siège de Paris débuta. Léon Gambetta, réfugié à Tours réorganisa les armées. L'Armée du Nord fut créée le 18 novembre 1870 et le 5 décembre le général Faidherbe était nommé à sa tête.
Après la Bataille de l'Hallue du 23 décembre 1870, le général Faidherbe, pressé par un ennemi qui allait devenir d'instant en instant plus nombreux et pouvait le couper de sa ligne de communication, fit retraite vers le nord, sur Arras et Douai. Le 27 décembre, il arrêta son mouvement et prit position sur la ligne Fampoux, Vitry, Corbehem, appuyant sa droite à Arras et sa gauche à Douai, et protégé en avant par le cours de la Scarpe. Là, il ravitailla ses troupes et les fit reposer. Pendant ce temps, l'ennemi, décidément maître d'Amiens depuis l'affaire de Pont-Noyelles (bataille de l'Hallue), avait marché sur Péronne, l'avait investi et, le 28 décembre, avait commencé le bombardement de la place. C'est alors que Faidherbe se décida à reprendre l'offensive pour délivrer Péronne.
La Ire armée prussienne arriva à Bapaume à la fin du mois de décembre 1870 alors qu'au même moment l'armée du Nord du général Faidherbe se mettait en ordre de marche pour mettre fin au siège prussien de Péronne. Les deux armées se rencontrèrent près de Bapaume. Bien que les soldats de Faidherbe entouraient les Prussiens dépassés numériquement, ils ne parvinrent pas à profiter de leur avantage et durent battre en retraite. Cela eut pour conséquence la capitulation de Péronne, le 10 janvier. Les troupes prussiennes reçurent rapidement des renforts et elles affrontèrent à nouveau Faidherbe deux semaines plus tard lors de la bataille de Saint Quentin.

## Préliminaires
La bataille de Bapaume fut livrée les 2 et 3 janvier 1871, sur les territoires de Biefvillers-lès-Bapaume et de Bapaume. Le général Faidherbe à la tête de l'armée du Nord y arrêta les Prussiens.
Le 31 décembre, le général Faidherbe  s'avança au sud d'Arras, sa droite à Rivières-Groseille, sa gauche à Tilloy. Le 1er janvier 1871, il assembla ses généraux à Beaurains et, malgré leur avis, décide de marcher en avant.
« Messieurs, leur dit-il, vous avez peut-être raison, mais laisser bombarder Péronne sans tenter de le secourir, lorsque j'ai sous mes ordres au moins 30 000 hommes et 90 pièces de canon, c'est encourir à coup sûr le déshonneur. Or, j'aime mieux être battu en faisant mon devoir que déshonoré par une accusation de pusillanimité, nous partirons demain matin pour marcher à l'ennemi : vous recevrez ce soir les ordres de marche. »

## Positions prussiennes
Jetons un coup d'œil sur les positions prussiennes et les troupes qu'allait aborder l'armée du Nord. Ces troupes formaient l'aile droite de la première armée, dont l'aile gauche opérait sur la basse Seine ; elles étaient sous le commandement en chef du général von Goeben. Le général comte von der Groeben, commandant la 3e division de cavalerie, était à Bucquoy avec trois compagnies d'infanterie, dix escadrons et demi et une batterie. La 15e division occupait Bapaume avec onze bataillons, quatre escadrons et quatre batteries. Son chef, le général von Kummer, avait placé en première ligne la 30e brigade d'infanterie (général von Strubberg) avec trois escadrons et trois batteries, de Bapaume à Béhagnies, et en seconde ligne la 29e brigade (général von Bock) sur la ligne Bertincourt-Sailly-Saillisel, avec un escadron et deux batteries. Le 8e bataillon de chasseurs restait à la disposition du général von Goeben vers Combles et Morval, avec deux batteries à cheval. Sur la route de Péronne à Cambrai, à Fins, se trouvait le prince Albert ayant sous ses ordres la brigade combinée de cavalerie de la garde, une batterie à cheval et un bataillon détaché du 33e régiment de fusiliers,.

## Positions françaises
Le 2 janvier, le ciel est gris, le temps froid. Les troupes françaises se mettent en marche dès la première heure. La division Derroja du 22e corps (général Lecointe) qui forme la droite arrive jusqu'à Bucquoy d'où les Prussiens se sont retirés sur Puisieux et Miraumont, puis elle vire à gauche et vient cantonner à Achiet-le-Petit, sans avoir tiré un coup de fusil. Au centre, la division du Bessol du même corps, avec laquelle marche le général Faidherbe, se dirige sur Ablainzevelle qu'elle atteint vers midi. Au 23e corps (général Antoine Paulze d'Ivoy de la Poype), la marche est loin d'être aussi facile. La division Payen s'est avancée par Boisleux et Ervillers, et au sortir de ce dernier village déploie la brigade du colonel Hippolyte Michelet pour enlever Béhagnies ; deux batteries sont mises en position à droite et à gauche de la route. La brigade Delagrange reste en réserve à Ervillers. La brigade Michelet s'avance avec confiance sur trois colonnes, croyant le village occupé seulement par des avant-postes peu nombreux. La colonne du centre n'atteint les premières maisons quand un feu terrible l'accueille et la refoule en désordre. Elle ne tarde pas pourtant à se reformer, s'élance de nouveau et enlève Béhagnies, rejetant les Prussiens sur Sapignies. Mais la colonne de droite a fait un trop long détour et n'est pas en mesure de la soutenir, et la colonne de gauche, accueillie, elle-même de près par des volées de mitraille et chargée par la cavalerie, est rejetée sur Ervillers, laissant 250 prisonniers aux mains des Prussiens, qui réoccupent immédiatement Béhagnies. Il est environ quatorze heures. La division Robin (mobilisés) du 23e corps n'a pas encore paru sur le champ de bataille, ce n'est que vers 14h30 qu'elle est signalée près de Mory, ayant perdu un temps précieux à passer par Croisilles et Saint-Léger, au lieu de suivre la division Payen. On peut affirmer que, si elle eût figuré dans l'affaire de la matinée, elle eût pu, par sa seule présence. lui donner une tout autre issue. Cependant la brigade Delagrange s'est portée en ligne à Ervillers pour remplacer la brigade Michelet, et le reste de la journée se passe sans que l'on sorte de part ni d'autre de ses positions,.

## Déroulement de la bataille

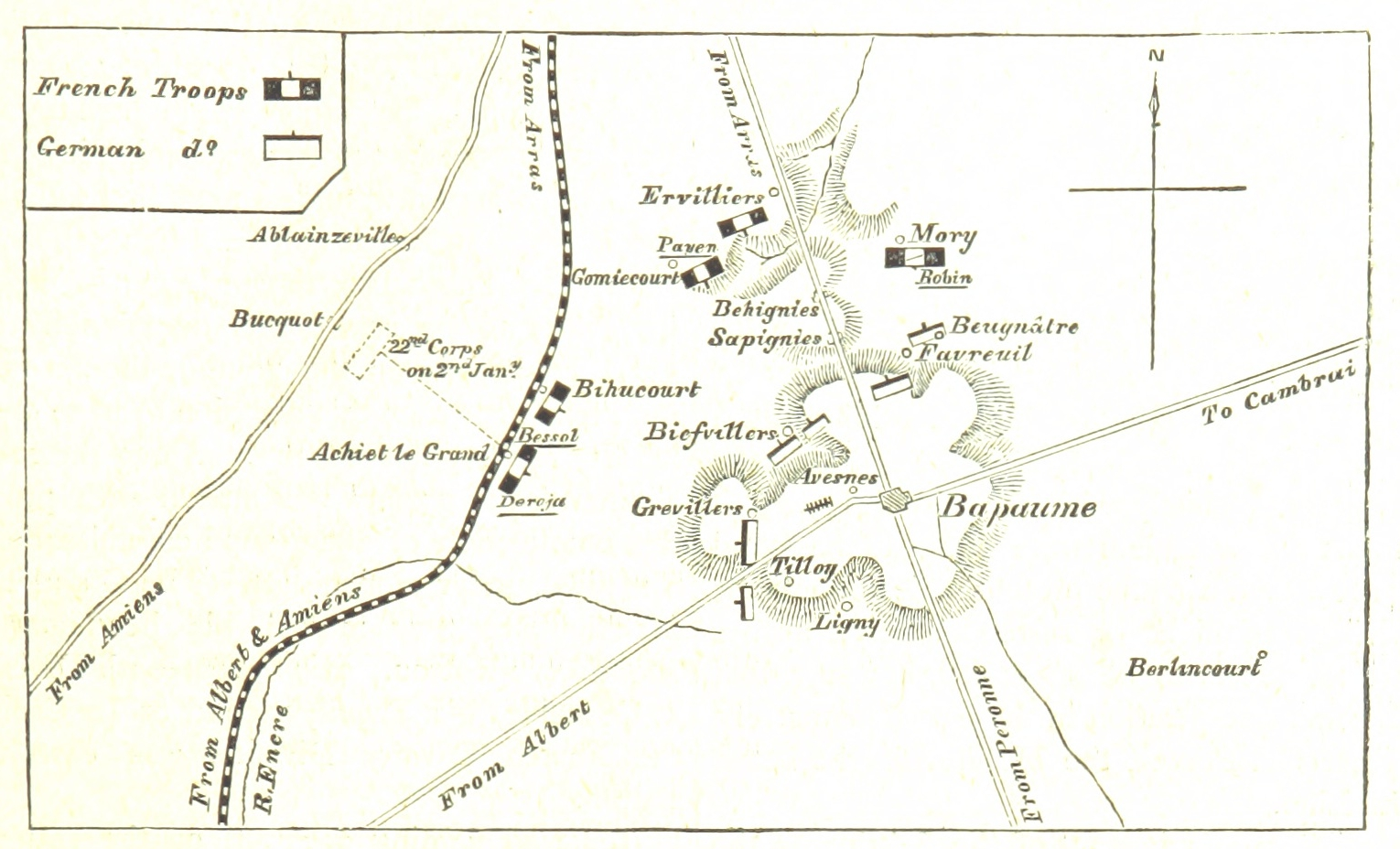

Au centre, Faidherbe, qui ne sait rien de ce qui vient de se passer au 23e corps fait attaquer Achiet-le-Grand dont il chasse les Prussiens ; et occupe également Bihucourt. À dix-sept heures, il fait arrêter le 22e corps en arrière de Biefvillers-lès-Bapaume et de Grévillers et établit son quartier général à Achiet-le-Grand. Vers dix-neuf heures, le général von Kummer, trouvant la brigade Strubberg trop en l'air, la fait rentrer à Bapaume où se trouve ainsi réunie toute la 15e division. Il compte défendre la ville en s'appuyant sur la ligne Grévillers-Biefvillers-lès-Bapaume-Favreuil-Beugnâtre. Le général von Goeben sera à Pys avec un bataillon, quatre escadrons et quatre pièces. Le prince Albert Albert Ier (roi de Saxe) qui est à Fins reçoit du général von Goeben, resté à Combles, l'ordre d'amener son détachement à Bertincourt. En outre, Goeben demande aux troupes de Barnekow (de) qui investissent Péronne, trois bataillons et quatre batteries, qui devront arriver à neuf heures du matin à Sailly-Saillisel.
Les ordres de Faidherbe pour le 3 janvier sont que le 23e corps reprendra sa marche par la route de Bapaume, la division Payen suivant directement la route, la division Robin marchant de Mory pour tourner Favreuil. La division du Bessol s'avancera de Bihucourt sur Biefvillers-lès-Bapaume, et Derroja qui est à Achiet-le-Petit se dirigera sur Grévillers. Le 3, le jour se lève très sombre, la terre est couverte de neige, le froid intense. De grand matin, Faidherbe recommence l'attaque au centre, du Bessol se lance sur Biefvillers-lès-Bapaume et Derroja sur Grévillers. À gauche, la division Payen entre à Béhagnies et Sapignies évacués par l'ennemi ainsi qu'on l'a vu, et se rabat sur Favreuil fortement occupé. Quant à la division Robin, dont les troupes ne sont pas capables de rester en ligne sous la moindre fusillade, elle se borne à couvrir notre gauche par sa présence. À droite, Grévillers est vivement enlevé par les troupes du général Derroja, et Biefvillers-lès-Bapaume, vigoureusement défendu, l'est lui-même bientôt, à la faveur d'un mouvement tournant par la gauche, exécuté par les troupes de du Bessol. Puis, l'artillerie française ayant éteint le feu des canons prussiens, les soldats français s'élancent directement sur Bapaume, trouvant Biefvillers-lès-Bapaume, la route de Bapaume et les maisons d'Avesnes encombrés de blessés prussiens ; ils font là de nombreux prisonniers. La division du Bessol pénètre même dans le faubourg d'Arras, mais les Prussiens parviennent à l'arrêter, grâce aux fossés et aux pans de murailles restant des anciennes fortifications, qui facilitent singulièrement la défense.
À gauche, le 23e corps se rend maître de Favreuil, aussitôt que son chef a fait remplacer à la gauche de sa ligne d'attaque la division Robin : deux bataillons de la brigade Delagrange. De ce côté, les Prussiens se mettent en pleine retraite, et il se produit sur toute la ligne une sorte d'accalmie. Dans l'après-midi, les Prussiens qui ne veulent pas encore s'avouer battus cherchent à tourner la droite des Français par Tilloy. Le général Lecointe dirige sur ce village la brigade Pittié qui s'en empare, malgré une vive résistance, et s'y maintient. Ensuite c'est Ligny qui est vivement disputé, mais reste en définitive aux Prussiens. À la nuit tombante. les Français n'en sont pas moins victorieux sur toute la ligne, puisque les Allemands ont été chassés de toutes les positions qu'il occupait le matin. Les troupes françaises passent dans les villages conquis la nuit que les Prussiens emploient à évacuer Bapaume et à se mettre en retraite. Les quelques lignes suivantes, extraites de l'ouvrage du grand état-major prussien sur la guerre franco-allemande, se chargent de montrer l'état où les troupes françaises avaient réduit leur adversaire :
« […] de leur côté, les Allemands non plus n'étaient rien moins que désireux de reprendre la lutte immédiatement. L'artillerie ne parvenait même pas à reconstituer un approvisionnement suffisant […]. Les soldats avaient un besoin urgent de repos. Afin de le leur ménager, la retraite en arrière a été décidée ; et dans la matinée du 4, le mouvement était déjà en voie d'exécution, quand les avant-postes annoncèrent que l'ennemi s'était retiré des villages au nord de Bapaume. »
Faidherbe laissa cependant passer l'occasion de donner à sa victoire un caractère décisif, en ne faisant pas coûte que coûte recommencer le lendemain la marche en avant, comme le voulaient plusieurs de ses généraux cette fois plus confiants que lui. Il n'y a pas à douter que Péronne aurait été délivré le lendemain même, puisque le major Schell (de) du grand état-major prussien nous apprend dans son livre les Opérations de la première armée que « le général Barnekow (de) reçut à deux heures (le 3) l'ordre de se tenir prêt à lever le siège ».
Le général en chef de l'armée du Nord, en présence du froid extrême, de la fatigue des troupes, de la nécessité du ravitaillement, et comptant sur une défense de Péronne assez longue pour lui permettre de renouveler sa tentative à quelques jours de délai, donna l'ordre à ses troupes de se retirer, le 4, à une dizaine de kilomètres au nord de Bapaume, dans leurs cantonnements de Boisleux (Boisleux-au-Mont et Boisleux-Saint-Marc), pour se refaire avant de reprendre la lutte. La bataille de Bapaume avait coûté à la France 1 319 hommes tués ou blessés et 800 disparus dont le plus grand nombre se composait de mobilisés du général Robin, rentrés sans plus de façon dans leurs foyers. Les Allemands avouèrent le chiffre de 40 officiers et 740 hommes tués ou blessés, mais des témoignages dignes de foi portent ce nombre à 1 100 hommes environ. Si l'on fait abstraction de la division Robin qui fut pour les Français plutôt un élément de faiblesse qu'une aide efficace, nous évaluerons les forces françaises à environ 25 000 hommes dont un quart de mobiles. Les Allemands disposaient de 15 000 hommes abrités derrière les obstacles les plus faciles à défendre.

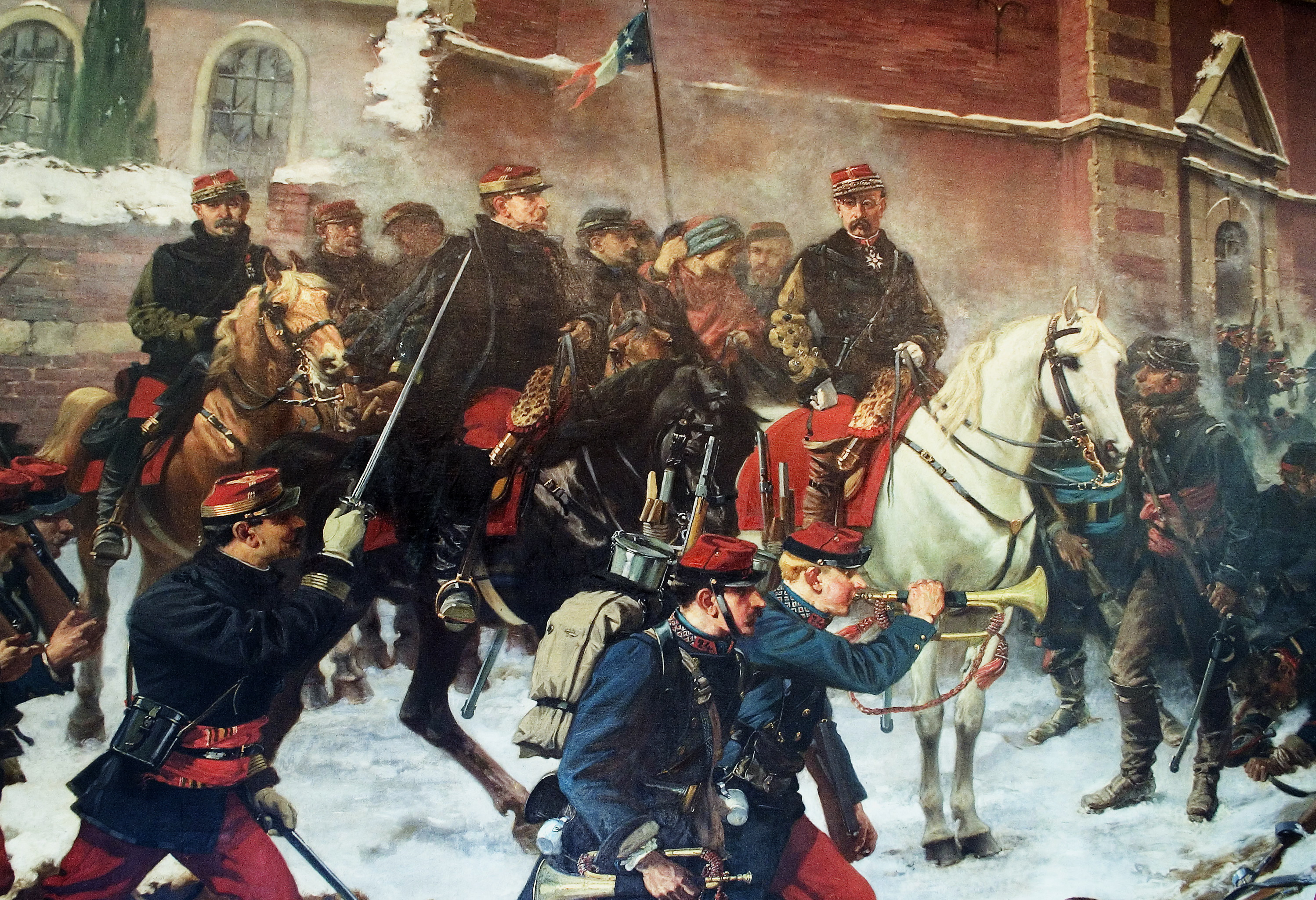
Tableau panoramique de Charles Édouard Armand-Dumaresq, le général Faidherbe.
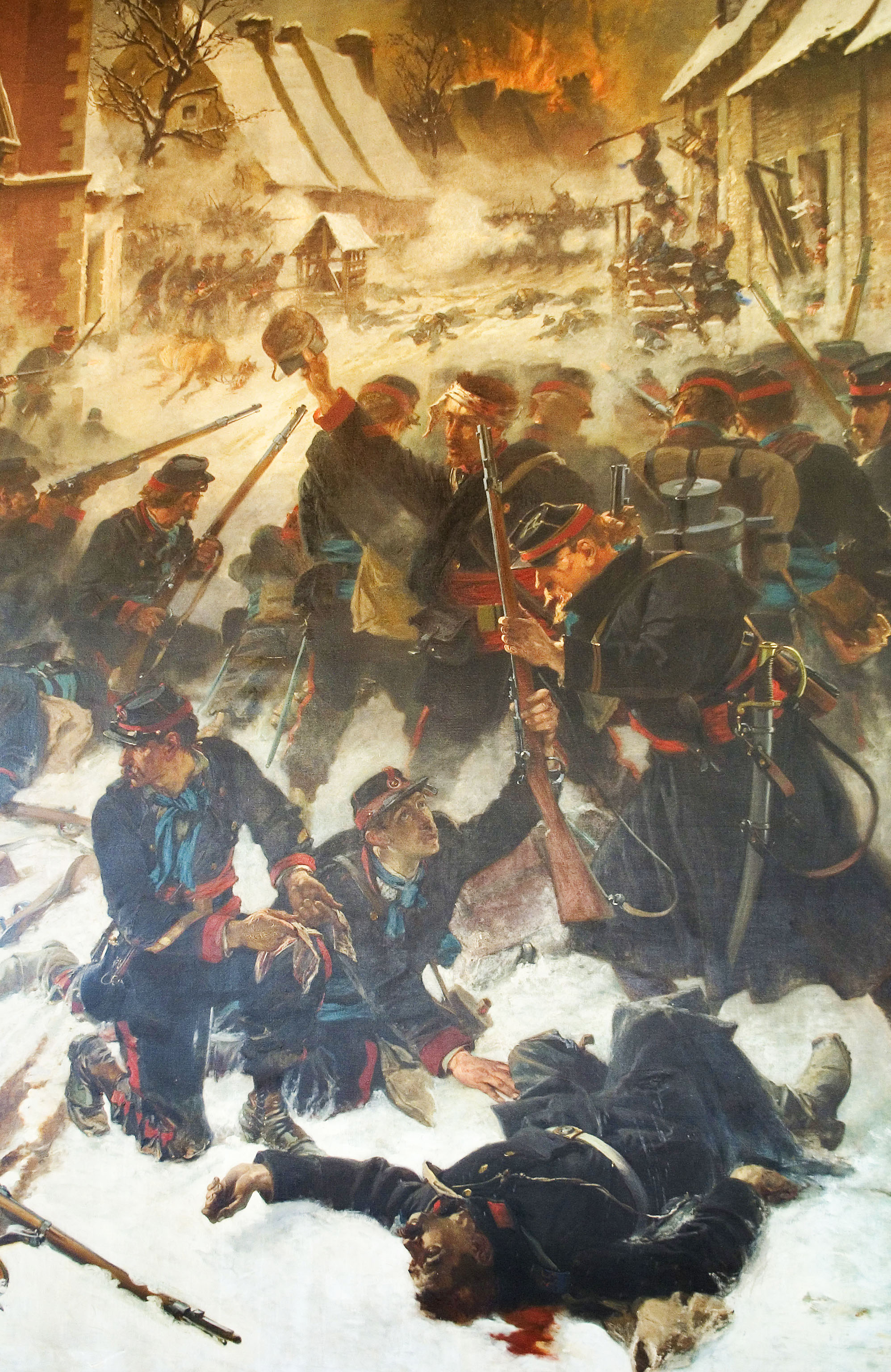
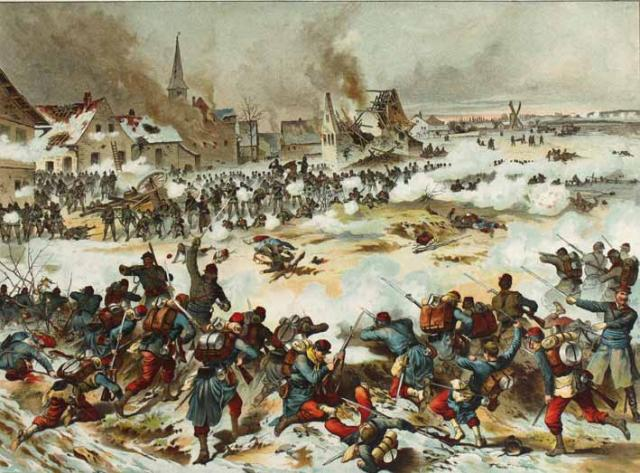

## Pour approfondir

### Iconographie
- Lithographie :
  - Sylvain Charles Malbran, Bataille de Bapaume 3 janvier 1871, Epinal, Pellerin & Cie, 1872 - Voir en ligne
- Tableau :
  - Charles Édouard Armand-Dumaresq et Van Engelen, La Bataille de Bapaume, 1883, grand tableau panoramique exposé dans la grande salle de la mairie de Bapaume.